# Acanthogobius
Acanthogobius is een geslacht van straalvinnige vissen uit de familie van grondels (Gobiidae).

## Soorten
- Acanthogobius elongatus (Fang, 1942)
- Acanthogobius flavimanus (Temminck & Schlegel, 1845)
- Acanthogobius hasta (Temminck & Schlegel, 1845)
- Acanthogobius insularis (Shibukawa & Taki, 1996)
- Acanthogobius lactipes (Hilgendorf, 1879)
- Acanthogobius luridus (Ni & Wu, 1985)
- Acanthogobius stigmothonus (Richardson, 1845)